# Rob Chudzinski
Robert A. Chudzinski, detto Chud (Toledo, 12 maggio 1968), è un ex giocatore di football americano e allenatore di football americano statunitense degli Indianapolis Colts della National Football League (NFL). Al college giocò a football alla Miami University.

## Carriera come allenatore
Chudzinski iniziò la sua carriera professionistica come allenatore nella NFL nel 2004 con i Cleveland Browns come allenatore dei tight end.
Nel 2005 passò ai San Diego Chargers con lo stesso ruolo fino al 2006.
Nel 2007 ritornò ai Cleveland Browns come coordinatore dell'attacco fino al 2008.
Nel 2009 ritornò ai San Diego Chargers come allenatore dei tight end e assistente del capo-allenatore fino al 2010.
Nel 2011 firmò con i Carolina Panthers come coordinatore dell'attacco fino al 2012.
Il 10 gennaio 2013 diventò il 14º capo-allenatore della storia dei Cleveland Browns. Fu licenziato dopo una sola stagione terminata con 4 vittorie e 12 sconfitte il 30 dicembre 2013.
L'8 febbraio 2014 firmò con gli Indianapolis Colts come assistente speciale del capo-allenatore.

## Record come capo-allenatore
| Squadra | Anno   | Stagione regolare | Stagione regolare | Stagione regolare | Stagione regolare | Stagione regolare | Playoff | Playoff | Playoff   |
| Squadra | Anno   | Vinte             | Perse             | Pareggiate        | Posizione         | Risultato         | Vinte   | Perse   | Risultato |
| ------- | ------ | ----------------- | ----------------- | ----------------- | ----------------- | ----------------- | ------- | ------- | --------- |
| CLE     | 2013   | 4                 | 12                | 0                 | 4° AFC North      | no playoff        | -       | -       | -         |
| Totale  | Totale | 4                 | 12                | 0                 | -                 | -                 | -       | -       | -         |

## Vittorie e premi
Nessuno